# چودر
چودر، روستایی از توابع بخش گرمخان شهرستان بجنورد در استان خراسان شمالی ایران است.

## جمعیت
این روستا در دهستان گیفان قرار دارد و براساس سرشماری مرکز آمار ایران در سال ۱۳۸۵، جمعیت آن ۲۳۶ نفر (۶۲خانوار) بوده‌است.